# Georg Heinrich Hacker (Schauspieler)
Georg Heinrich Hacker (16. Januar 1856 in Mainz – 15. August 1922 in Darmstadt) war ein deutscher Theaterschauspieler.

## Leben
Hacker wählte zuerst den kaufmännischen Beruf, wandte sich jedoch, vor dem Regiekollegium des Burgtheaters stattgehabten Probespiels auf Veranlassung Franz von Dingelstedts der Bühne zu.
Sein erstes Engagement fand er in Mainz, war dann in Oldenburg, Bremen und Straßburg engagiert und trat am 1. Juli 1881 in den Verband des Hoftheaters in Darmstadt. Der Künstler wirkte seit 1901 auch als Spielleiter an diesem Kunstinstitut, wo er sich im Fache der Heldenrollen einer großen und wohlbegründeten Gunst erfreute. Er wurde als ein sehr talentierter und denkender Schauspieler bezeichnet.